# Catedral de San Patricio (Toowoomba)
La Catedral de San Patricio o simplemente Catedral de Toowoomba (en inglés: St Patrick's Cathedral) es el principal lugar de culto católico en la ciudad de Toowoomba, Australia, y la sede del obispado de la diócesis de Toowoomba.
La catedral actual es la tercera iglesia dedicada a San Patricio que se erigirió en James Street, Toowoomba. La primera iglesia se remonta a 1863, empezando con un pequeño edificio de madera, ampliado en 1880, y que fue destruido en un incendio el día después de su finalización.
Una nueva iglesia dedicada a San Patricio fue construida en poco más de dos semanas, también de madera.
La actual Catedral de San Patricio se inició en 1883, con la colocación de la primera piedra. Construida en estilo neogótico por el arquitecto del proyecto, James Marks, la catedral fue bendecida e inaugurada oficialmente el 17 de marzo de 1889. La iglesia fue elevada a la catedral y fue inaugurada el 24 de marzo de 1935. 